# Pietro Ferraris
Pietro Ferraris (ur. 15 lutego 1912 w Vercelli, zm. 11 października 1991) – włoski piłkarz, napastnik. Mistrz świata z roku 1938.
W Serie A występował przez 20 lat. Debiutował w sezonie 1929/30 w barwach Pro Vercelli. Grał także w SSC Napoli (1932–1936), Interze Mediolan ([1936–1941, scudetto w 1938 i 1940), Torino FC (1941–1943 i 1945–1948) oraz Novara Calcio (1948]-1950). Łącznie w najwyższej klasie rozgrywkowej w 469 meczach strzelił 123 gole.
W reprezentacji Włoch rozegrał 14 spotkań i zdobył 3 bramki. Debiutował w 1935 w meczu z Francją, ostatni raz w reprezentacyjnej koszulce wybiegł na boisko w 1947. Podczas MŚ 38 zagrał w pierwszym spotkaniu Italii w turnieju, z Norwegią i strzelił jedną bramkę.